# Arotrephes mitralis
Arotrephes mitralis är en stekelart som först beskrevs av Léon Abel Provancher 1886.  Arotrephes mitralis ingår i släktet Arotrephes och familjen brokparasitsteklar. Inga underarter finns listade.